# Kayu Putih (Pulo Gadung)
Kayu Putih is een plaats (wijk) - (kelurahan) in het bestuurlijke gebied Pulo Gadung, Jakarta Timur (Oost-Jakarta) in de provincie Jakarta, Indonesië.  De plaats telt 47.307 inwoners (volkstelling 2010).
]